# Atletiek op de Olympische Zomerspelen 2004 – 400 meter mannen
De 400m voor heren werd als deel van atletiek tijdens de Olympische Spelen 2004 in Athene afgewerkt op 20 en 23 augustus 2004.
In de eerste ronde werden de deelnemers gesplitst in acht heats. De twee snelste twee deelnemers van elke heat waren automatisch gekwalificeerd, en de acht snelste verliezers (van alle heats) waren ook gekwalificeerd. Er waren na de kwalificatie drie ronden, waarvan telkens de twee snelsten doorgingen naar de finale, en bij de finale mochten ook weer twee van de verliezers die het snelst waren (in een van de ronden) naar de finale.
Winnaar werd Jeremy Wariner uit de Verenigde Staten.

## Programma
| Ronde         | Datum                | Tijd (lokaal) | Tijd (NL) |
| ------------- | -------------------- | ------------- | --------- |
| Series        | vrijdag 20 augustus  | 21:10         | 20:10     |
| Halve finales | zaterdag 21 augustus | 21:15         | 20:15     |
| Finale        | maandag 23 augustus  | 21:05         | 20:05     |

## Records
Voor dit onderdeel waren het wereldrecord en olympisch record als volgt.
| Wereldrecord     | 43,18 | Michael Johnson | USA | Sevilla | 26 augustus 1999 |
| Olympisch record | 43,49 | Michael Johnson | USA | Atlanta | 29 juli 1996     |

## Uitslagen
De volgende afkortingen worden gebruikt:
- Q Gekwalificeerd op basis van finishpositie
- q Gekwalificeerd op basis van finishtijd
- DNS Niet gestart
- DNF Niet aangekomen
- DSQ Gediskwalificeerd
- PB Persoonlijke besttijd
- SB Beste seizoensprestatie
- NR Nationaal record

### Series
Serie 1 - 20 augustus 21:10
| Rang | Baan | Atleet            | Land | Tijd    | Extra | Reactie |
| ---- | ---- | ----------------- | ---- | ------- | ----- | ------- |
| 1    | 2    | Alleyne Francique | GRN  | 45,32 Q |       | 0,277   |
| 2    | 5    | Davian Clarke     | JAM  | 45,54 Q |       | 0,304   |
| 3    | 4    | Marcus la Grange  | RSA  | 45,95   |       | 0,261   |
| 4    | 3    | Piotr Klimczak    | POL  | 46,23   |       | 0,309   |
| 5    | 6    | Jun Osakada       | JPN  | 46,39   |       | 0,324   |
| 6    | 8    | Lloyd Zvasiya     | ZIM  | 47,19   |       | 0,371   |
| 7    | 1    | David Canal       | ESP  | 47,23   |       | 0,210   |
| 8    | 7    | Danilson Ricciuli | GBS  | 49,27   |       | 0,354   |

Serie 2 - 20 augustus 21:16
| Rang | Baan | Atleet                  | Land | Tijd    | Extra | Reactie |
| ---- | ---- | ----------------------- | ---- | ------- | ----- | ------- |
| 1    | 1    | Chris Brown             | BAH  | 45,09 Q | SB    | 0,249   |
| 2    | 6    | Otis Harris             | USA  | 45,11 Q |       | 0,334   |
| 3    | 5    | Eric Milazar            | MRI  | 45,34 q |       | 0,277   |
| 4    | 8    | Casey Vincent           | AUS  | 46,09   |       | 0,202   |
| 5    | 2    | Vincent Mumo Kiilu      | KEN  | 46,31   |       | 0,206   |
| 6    | 7    | Andres Silva            | URU  | 46,48   |       | 0,365   |
| 7    | 4    | Stilianos Dimotsios     | GRE  | 46,51   | SB    | 0,302   |
| 8    | 3    | Abdulla Mohamed Hussein | SOM  | 51,52   |       |         |

Serie 3 - 20 augustus 21:22
| Rang | Baan | Atleet             | Land | Tijd    | Extra | Reactie |
| ---- | ---- | ------------------ | ---- | ------- | ----- | ------- |
| 1    | 2    | Yeimar López       | CUB  | 45,44 Q |       | 0,275   |
| 2    | 1    | Alejandro Cardenas | MEX  | 45,46 q |       | 0,180   |
| 3    | 5    | Gary Kikaya        | COD  | 45,57 q |       | 0,207   |
| 4    | 3    | Ato Modibo         | TRI  | 46,29   |       | 0,208   |
| 5    | 7    | Mitsuhiro Sato     | JPN  | 46,70   |       | 0,296   |
| 6    | 8    | Takeshi Fujiwara   | ESA  | 48,46   |       | 0,161   |
| 7    | 6    | Youba Hmeida       | MTN  | 49,18   |       | 0,276   |
|      | 4    | Anton Galkin       | RUS  | DSQ     | DSQ   |         |

Serie 4 - 20 augustus 21:28
| Rang | Baan | Atleet                     | Land | Tijd    | Extra | Reactie |
| ---- | ---- | -------------------------- | ---- | ------- | ----- | ------- |
| 1    | 6    | Derrick Brew               | USA  | 45,41 Q |       | 0,346   |
| 2    | 2    | Brandon Simpson            | JAM  | 45,61 Q |       | 0,198   |
| 3    | 7    | Sofiane Labidi             | TUN  | 46,04   |       | 0,235   |
| 4    | 5    | Daniel Caines              | GBR  | 46,15   |       | 0,263   |
| 5    | 4    | Rohan Pradeep Kumara       | SRI  | 46,20   |       | 0,303   |
| 6    | 3    | Evans Marie                | SEY  | 48,23   | PB    | 0,256   |
|      | 8    | Lezin C. Elongo Ngoyikonda | CGO  | DNS     | DNS   |         |

Serie 5 - 20 augustus 21:34
| Rang | Baan | Atleet                | Land | Tijd    | Extra | Reactie |
| ---- | ---- | --------------------- | ---- | ------- | ----- | ------- |
| 1    | 8    | Carlos Santa          | DOM  | 45,31 Q |       | 0,299   |
| 2    | 5    | Lewis Banda           | ZIM  | 45,37 Q |       | 0,292   |
| 3    | 3    | Mathews Binu K        | IND  | 45,48 q | NR    | 0,225   |
| 4    | 6    | Cédric Van Branteghem | BEL  | 45,70 q |       | 0,242   |
| 5    | 1    | California Molefe     | BOT  | 45,88   |       | 0,242   |
| 6    | 2    | Chris Lloyd           | DMA  | 47,98   |       | 0,191   |
| 7    | 4    | Fawzi Al Shammari     | KUW  | 48,25   |       | 0,246   |
| 8    | 7    | Saeed Al Adhreai      | YEM  | 49,39   |       | 0,191   |

### Halve finale

#### Halve finale 1
| Rang | Baan | Atleet                | Land | Resultaat | Opmerkingen |
| ---- | ---- | --------------------- | ---- | --------- | ----------- |
| 1    | 3    | Jeremy Wariner        | USA  | 44,87     | Q           |
| 2    | 5    | Michael Blackwood     | JAM  | 45,00     | Q           |
| 3    | 6    | Leslie Djhone         | FRA  | 45,01     | q           |
| 4    | 4    | Lewis Banda           | ZIM  | 45,23     |             |
| 5    | 2    | Eric Milazar          | MRI  | 45,23     |             |
| 6    | 8    | Gary Kikaya           | COD  | 45,58     |             |
| 7    | 1    | Ezra Sambu            | KEN  | 45,84     |             |
| 8    | 7    | Cédric van Branteghem | BEL  | 46,03     |             |

#### Halve finale 2
| Rang | Baan | Atleet             | Land | Resultaat | Opmerkingen |
| ---- | ---- | ------------------ | ---- | --------- | ----------- |
| 1    | 4    | Derrick Brew       | USA  | 45,05     | Q           |
| 2    | 8    | Davian Clarke      | JAM  | 45,27     | Q           |
| 3    | 5    | Chris Brown        | BAH  | 45,31     |             |
| 4    | 6    | Yeimar López       | CUB  | 45,52     |             |
| 5    | 7    | Alejandro Cárdenas | MEX  | 45,64     |             |
| 6    | 2    | K, Mathews Binu    | IND  | 45,97     |             |
| 7    | 1    | Matija Šestak      | SLO  | 46,54     |             |
|      | 3    | Anton Galkin       | RUS  | 45,34     | DSQ         |

#### Halve finale 3
| Rang | Baan | Atleet            | Land | Resultaat | Opmerkingen |
| ---- | ---- | ----------------- | ---- | --------- | ----------- |
| 1    | 8    | Brandon Simpson   | JAM  | 44,97     | Q           |
| 2    | 5    | Otis Harris       | USA  | 44,99     | Q           |
| 3    | 6    | Alleyne Francique | GRN  | 45,08     | q           |
| 4    | 4    | Carlos Santa      | DOM  | 45,58     |             |
| 5    | 3    | Hamdan Al-Bishi   | KSA  | 45,59     |             |
| 6    | 2    | Saul Weigopwa     | NGR  | 45,67     |             |
| 7    | 1    | Ingo Schultz      | GER  | 46,23     |             |
| 8    | 7    | Timothy Benjamin  | GBR  | 46,28     |             |

### Finale
| Rang   | Baan | Atleet            | Land | Resultaat | Opmerkingen |
| ------ | ---- | ----------------- | ---- | --------- | ----------- |
| Goud   | 4    | Jeremy Wariner    | USA  | 44,00     | PB          |
| Zilver | 5    | Otis Harris       | USA  | 44,16     | PB          |
| Brons  | 3    | Derrick Brew      | USA  | 44,42     | SB          |
| 4      | 8    | Alleyne Francique | GRN  | 44,66     |             |
| 5      | 6    | Brandon Simpson   | JAM  | 44,76     | PB          |
| 6      | 7    | Davian Clarke     | JAM  | 44,83     | PB          |
| 7      | 2    | Leslie Djhone     | FRA  | 44,94     |             |
| 8      | 1    | Michael Blackwood | JAM  | 45,55     |             |